# Wybrzeże Borchgrevinka

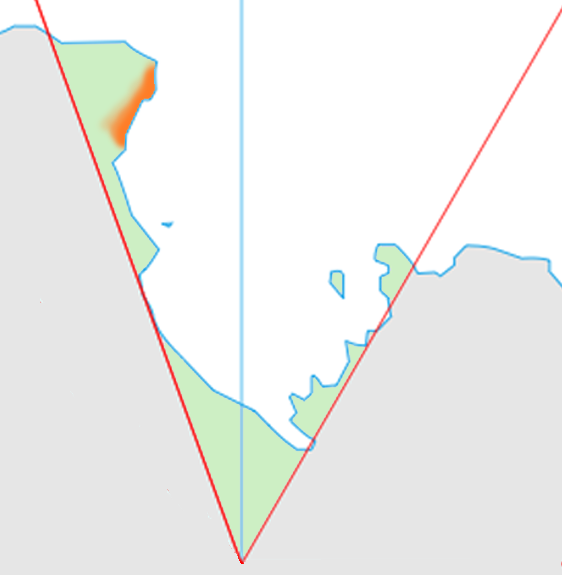
Położenie na mapie regionu Morza Rossa, Wybrzeże Borchgrevinka zaznaczone jest kolorem pomarańczowym

Wybrzeże Borchgrevinka (ang. Borchgrevink Coast) – część wybrzeża Ziemi Wiktorii między Przylądkiem Adare’a na północy a Przylądkiem Waszyngtona na południu.

## Nazwa
Nazwa wybrzeża upamiętnia Carstena Borchgrevinka (1864–1934), norweskiego polarnika, który uczestniczył w pierwszym udokumentowanym lądowaniu na Antarktydzie, na Przylądku Adare’a na północnym skraju tego wybrzeża, a następnie powrócił tam z ekspedycją Krzyża Południa (1898–1900), która jako pierwsza zimowała na kontynencie .

## Geografia
Wybrzeże Borchgrevinka leży na Ziemi Wiktorii między Przylądkiem Adare’a na północy, za którym znajduje się Pennell Coast a Przylądkiem Waszyngtona na południu, za którym rozciąga się Wybrzeże Scotta . 

## Historia
Eksploracji wybrzeża dokonała wyprawa ekspedycja Krzyża Południa (1898–1900), której członkowie podążyli do Przylądka Waszyngtona, lądowali na Wyspie Coulmana i u podnóża Mount Melbourne . Odkryto wówczas m.in., że zatoka Wood Bay wcina się głębiej w ląd, niż przypuszczał jej odkrywca James Clark Ross (1800–1862) . 